# Base navale di San Diego

Emblema della Naval Base San Diego.

La base navale di San Diego (inglese: Naval Base San Diego) è una base navale della United States Navy situata a San Diego, in California.

## Storia

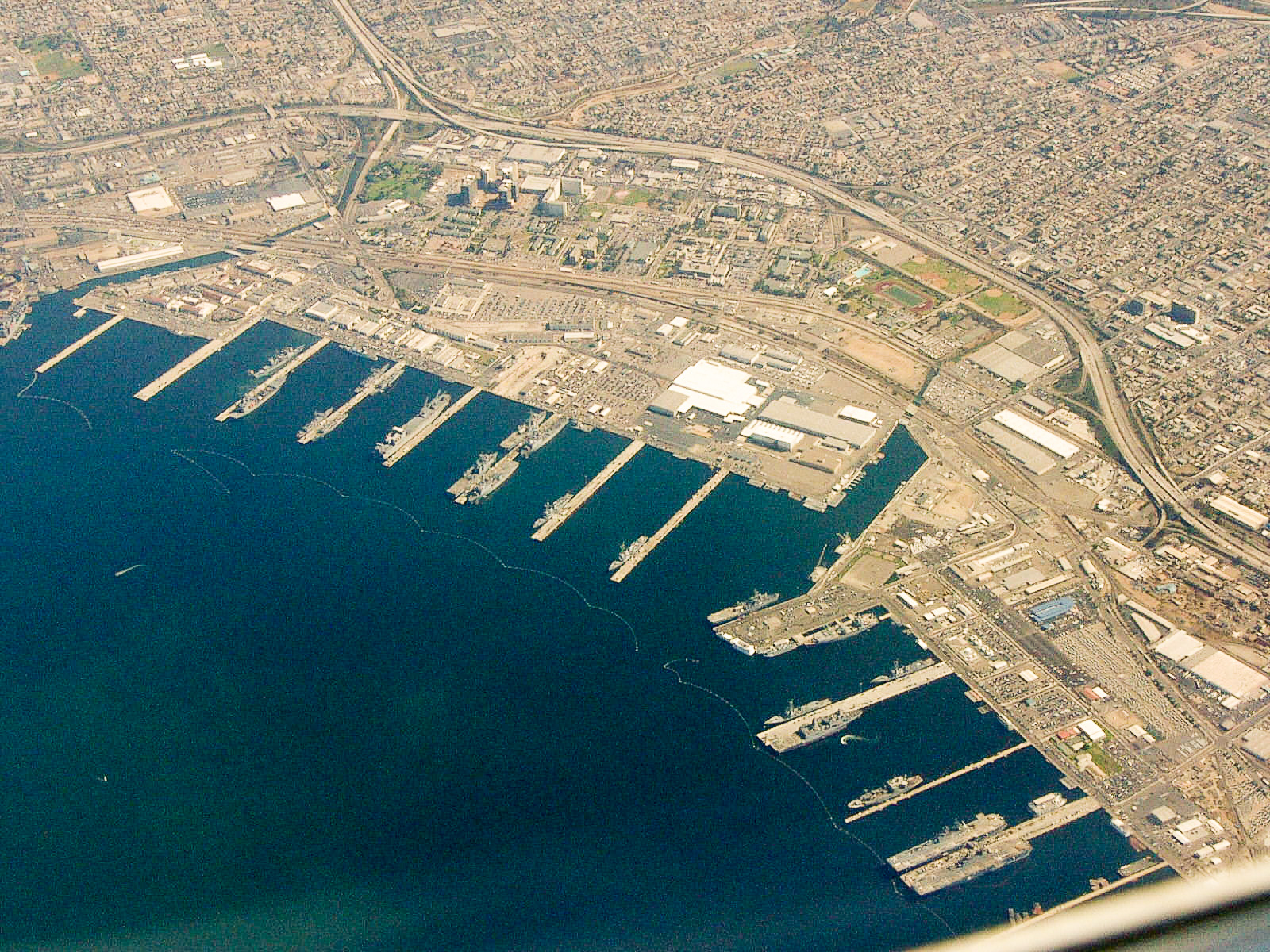
Vista aerea della base navale di San Diego.

La base è attiva dal 1922 e da allora è stata continuamente ampliata ed ammodernata. È la base navale principale degli Stati Uniti sulla costa del Pacifico e con Pearl Harbor uno dei porti principali di appoggio della Flotta del Pacifico.
Comprende diversi edifici che ospitano comandi militari e un'area residenziale in grado di accogliere oltre 4.000 persone che lavorano nella base.
L'installazione è dotata di 13 moli di ormeggio e si estende per 3,95 km2 sulla costa e 1,32 km2 sul mare. Vi lavorano circa 20.000 militari e 6.000 civili.
Serve come base per 46 navi della U.S. Navy, due della Coast Guard, due "Littoral Combat Ships" e otto navi del "Military Sealift Command", oltre ad alcune navi da ricerca e imbarcazioni ausiliarie di servizio.